# 마경 (영화)
《마경》은 2014년에 개봉한 홍콩의 액션 범죄 스릴러 영화이다.
대한민국에서는 2015년에 개봉하였다.

## 수상정보
- 47회 시체스 국제영화제(2014) (후보) 오피셜 판타스틱 경쟁(임초현)
- 18회 부천국제판타스틱영화제(2014) (초청) 월드 판타스틱 시네마(임초현)
- 13회 댈러스 아시안영화제(2014) (초청) 상영작(임초현)

## 줄거리
충직하고 강박적인 규율에 얽매이는 경관 웡(오언조)은 응급실 야간 근무 중 사고로 실려 온 환자에게 수혈을 해주게 되고 그것이 희대의 살인마 혼(장가휘)을 살리는 일이라는 것을 알게 된다. 결국 혼은 병원에서 탈주하여 또 다시 무차별 총격전을 벌이게 되고, 수많은 경찰과 시민이 목숨을 잃게 된다.
죄책감에 사로잡힌 웡은 혼자서라도 혼과 일당들을 막아내기 위해 자신도 마귀가 되어 가는데…

## 캐스팅
- 오언조
- 장가휘
- 안지걸
- 요계지
- 임가화
- 구금당
- 진사선